# Malé Borové
Malé Borové (in ungherese Kisborove) è un comune della Slovacchia facente parte del distretto di Liptovský Mikuláš, nella regione di Žilina.